# Mertingen
Mertingen es un municipio situado en el distrito de Danubio-Ries, en el estado federado de Baviera (Alemania), con una población a finales de 2016 de unos 3981 habitantes.
Se encuentra ubicado al oeste del estado, en la región de Suabia, cerca de la frontera con el estado de Baden-Wurtemberg y de la orilla del río Danubio.